# Tesla Optimus
Pour les articles homonymes, voir Tesla et Optimus.
Tesla Optimus ou Optimus est le robot humanoïde de Tesla Inc., possiblement domestique et multifonctionnel, doté d'intelligence artificielle (réseau neuronal FSD de Tesla ; modèles linguistiques et vocaux ; boucles d'apprentissage), présenté en 2021, avec une production en série annoncée pour 2026.

## Histoire
Elon Musk, PDG de Tesla, présente au public son projet de « Tesla Bot » au Tesla AI Day 2021, du siège de Tesla à Palo Alto dans la Silicon Valley, en Californie, suivi de deux prototypes fonctionnels présentés l'année suivante au Tesla AI Day du 30 septembre 2022.

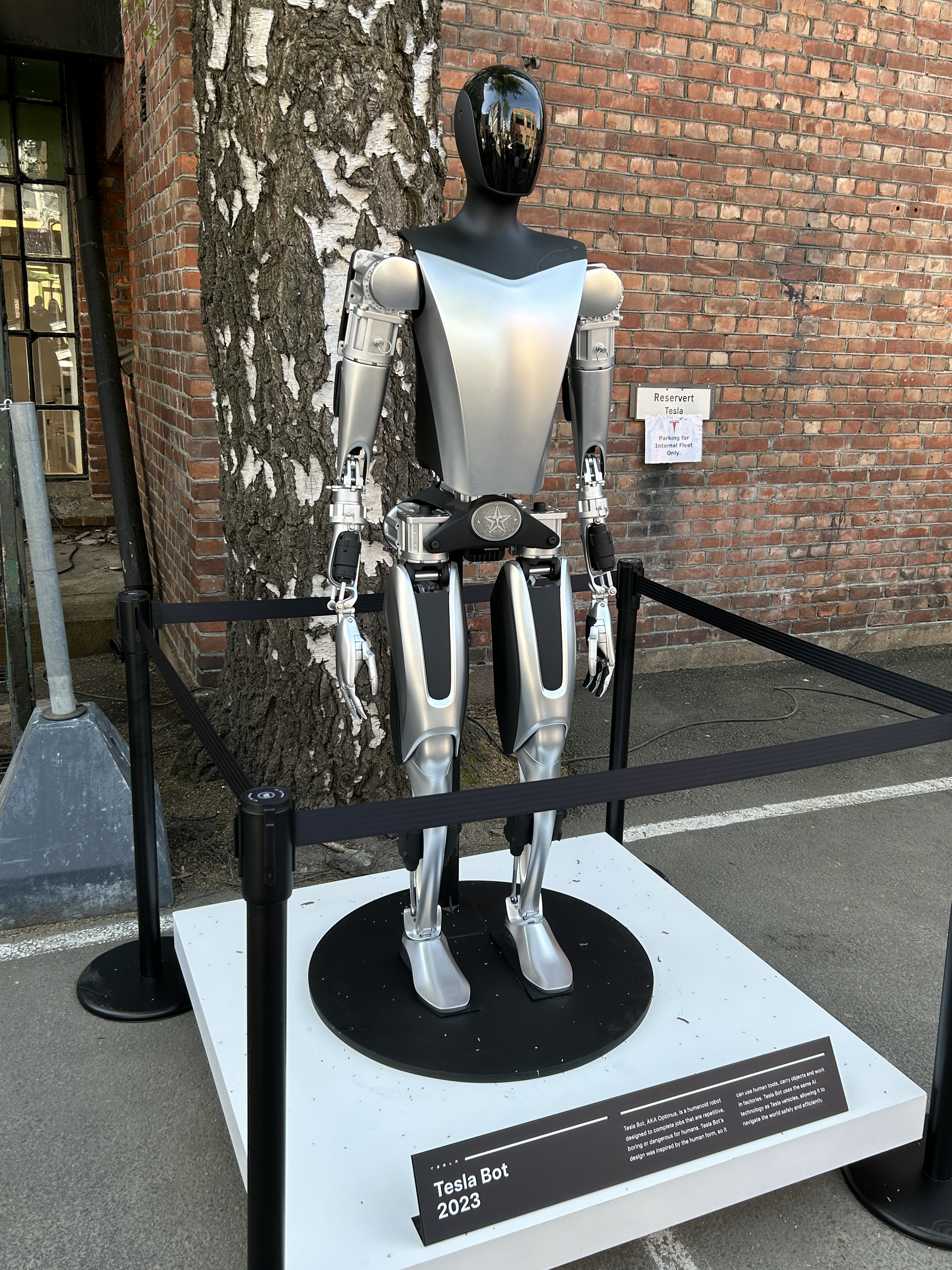
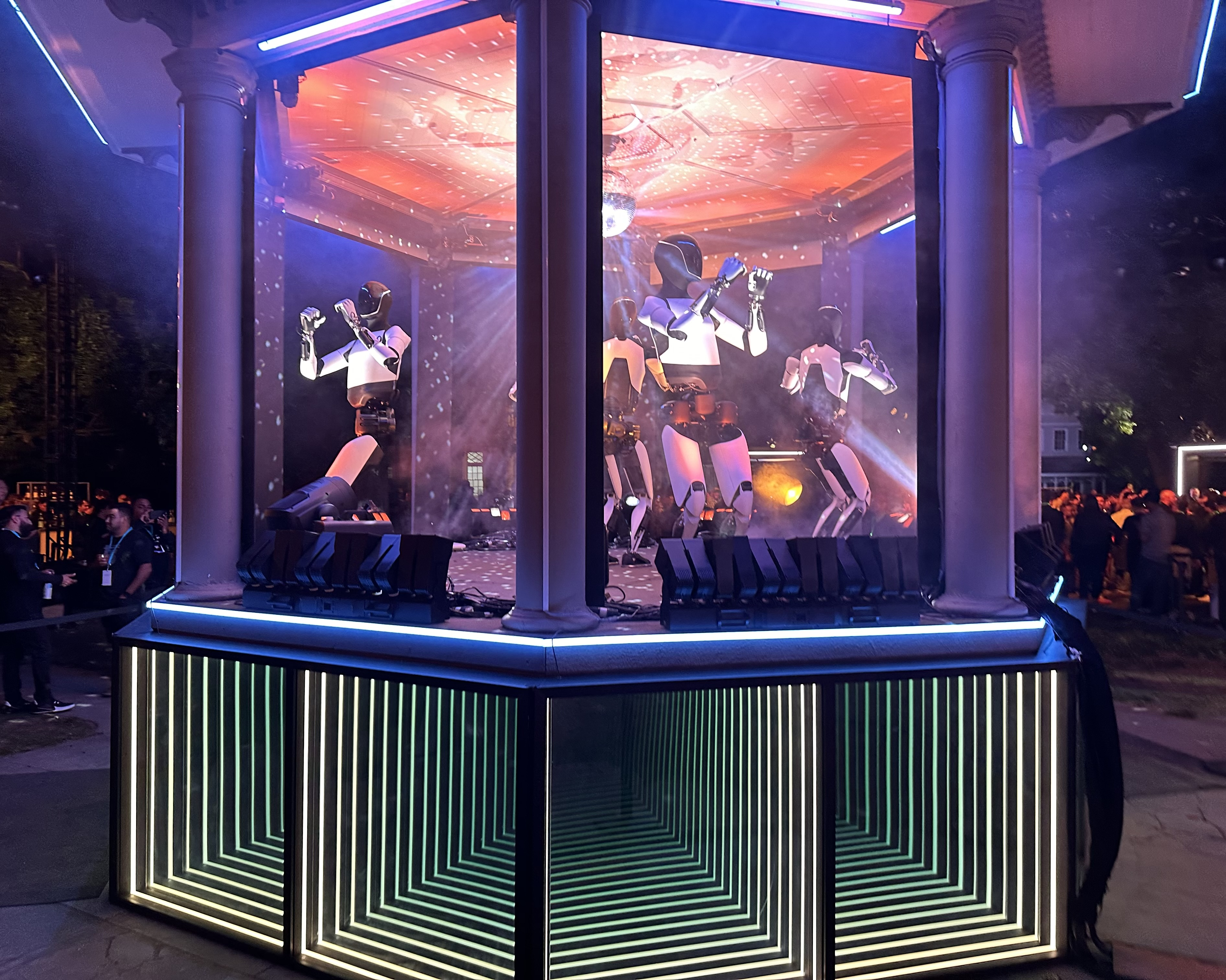
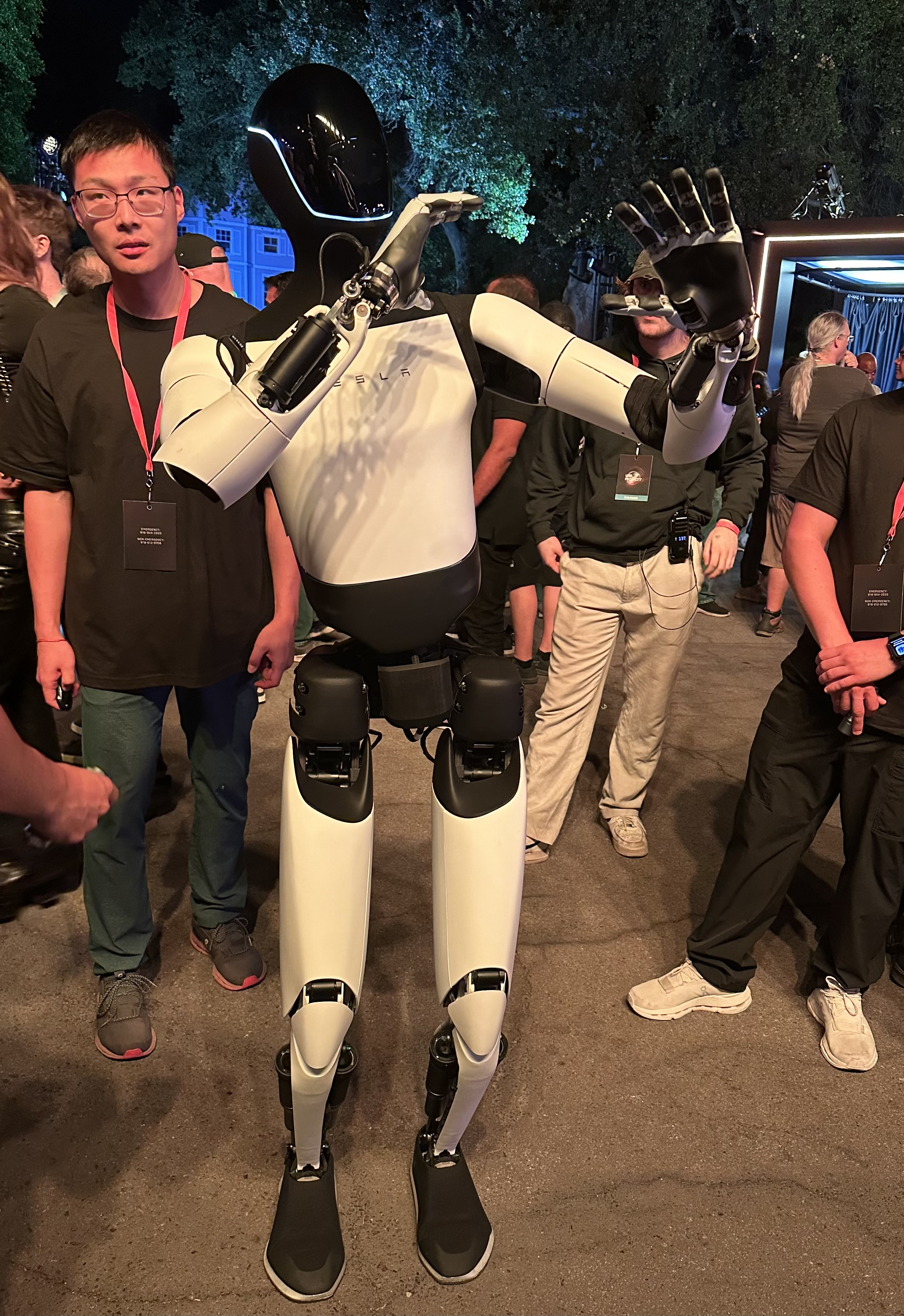

En 2023 il présente son évolution vers « Tesla Optimus Gen 2 », sur son compte X (anciennement Twitter) le 13 décembre, avec des facultés supplémentaires par rapport au premier modèle : meilleur équilibre et déplacement, capacité améliorée à manipuler des objets fragiles,.
En 2024, Elon Musk présente sa 3e version « Tesla Optimus Gen 3 » le 10 octobre, lors de son show événementiel de présentation « Tesla We, Robot » des studios Warner Bros de Burbank en Californie, en même temps que ses concepts cars de véhicule autonome robotaxi Tesla Cybercab et Tesla Robovan. Il le montre ensuite en mai 2025 en train d'exécuter des pas de danse entièrement appris en simulation (sans besoin d'entraînement supplémentaire dans le monde réel, selon ses concepteurs), démontrant les progrès combinés de l'IA et de la robotique ; le robot a dans ce contexte des mouvements fluides, grâce notamment, selon Kovac, à des ajustements du profil énergétique et des améliorations matérielles et liées à l'utilisation de la randomisation de domaine.

## Quelques caractéristiques

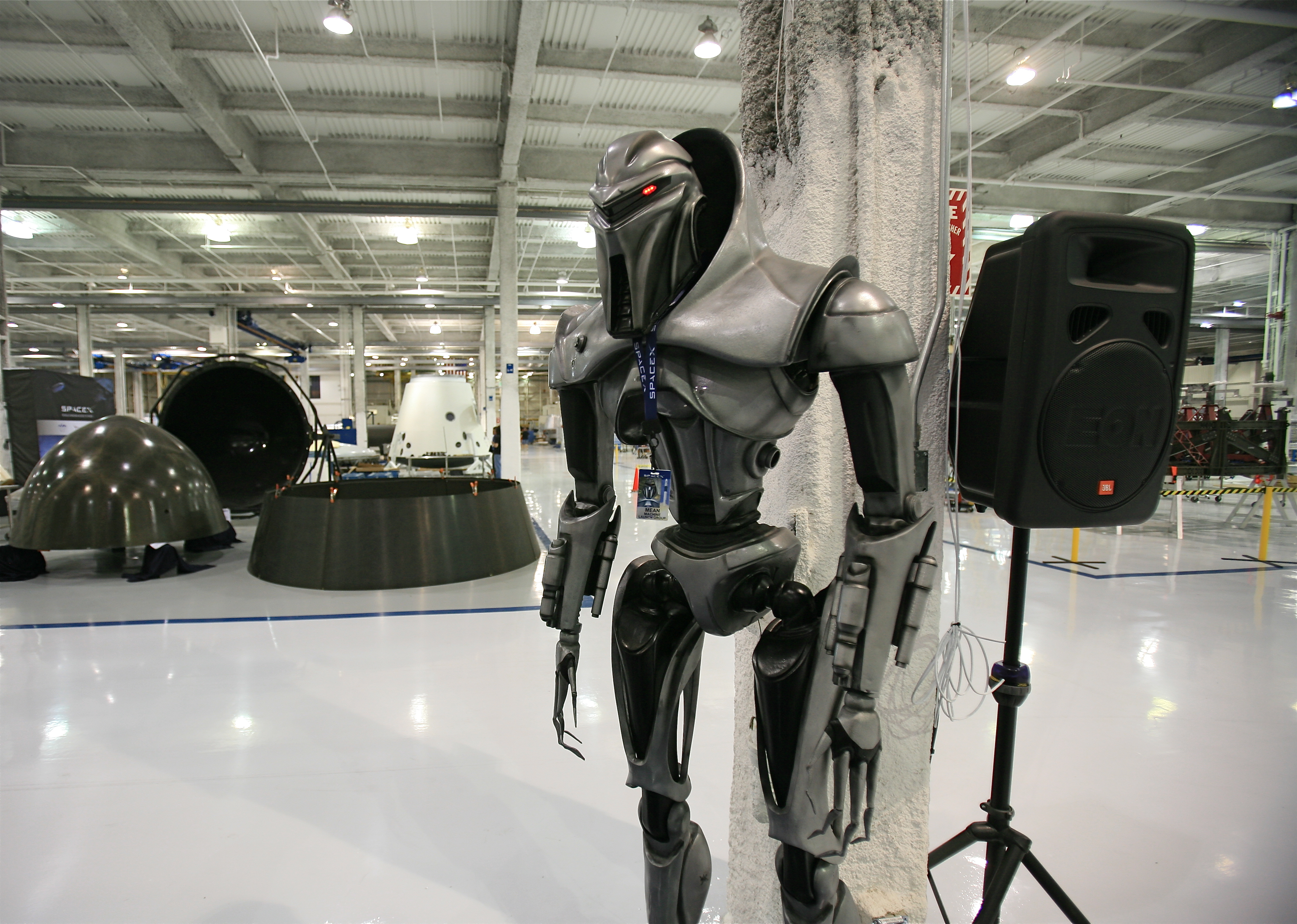
Version prototype de surveillance du lanceur SpaceX d'Elon Musk.

Ce robot humanoïde est conçu pour interagir avec les humains et pour effectuer des tâches multifonctions de base, avec un écran à titre de visage, des caméras avec vision par ordinateur, et une famille de puce informatique D1 Tesla de superordinateur Tesla Dojo. Cet androïde blanc et noir est pourvu de deux bras, dix doigts et deux jambes, avec une taille de 1,73 m pour environ 57 kg, pour une vitesse de déplacement maximum de 8 km/h, une capacité de soulever jusqu'à 20 kg, une autonomie de batterie d'environ 8 heures, avec un tarif de vente annoncé estimé entre 18 000 et 27 000 € (ou près de 20 000 dollars).